# Gabriel Cullaigh
Gabriel Cullaigh (Holmfirth, 8 de abril de 1996) é um ciclista britânico, membro da equipa Movistar Team.

## Palmarés
- 2018
  - 2 etapas da Volta ao Alentejo[2]
- Rutland-Melton International CiCLE Classic

- 2019
  - 1 etapa da Volta ao Alentejo

## Equipas
- SEG Racing Academy (2017)
- Team Wiggins (2018-2019)
  - Team Wiggins (2018)
  - Team Wiggins Le Col (2019)
- Movistar Team (2020-)